# Freja

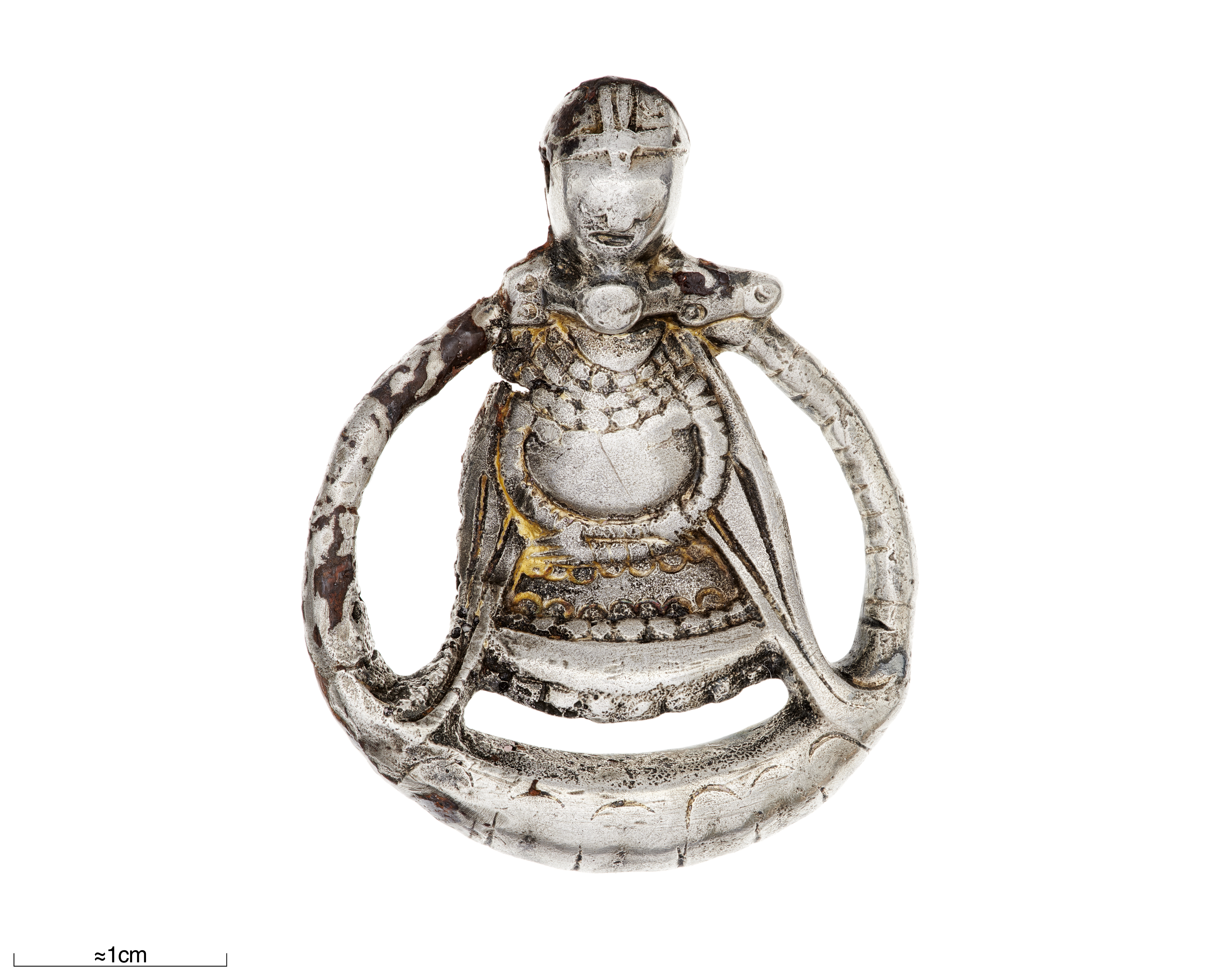
Vikingatida hängsmycke som troligtvis föreställer Freja och smycket Brisingamén.

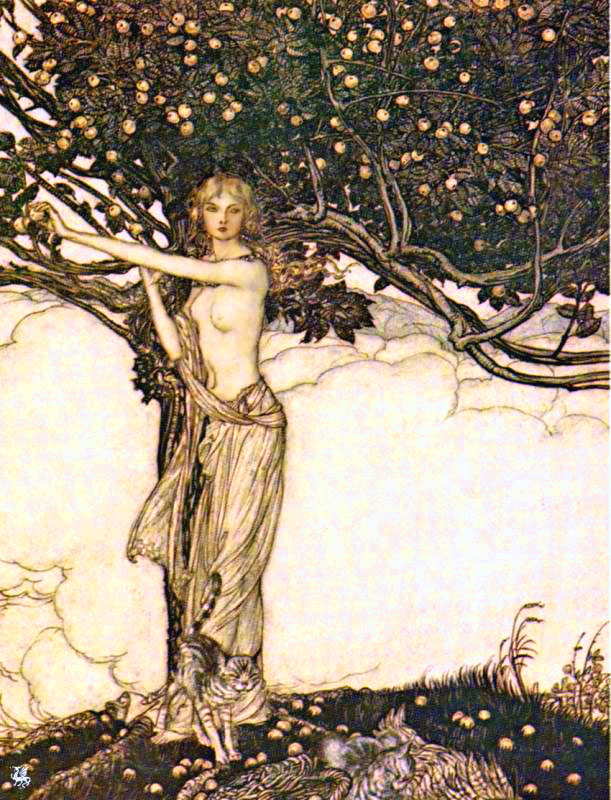
Freja. Illustration till Wagners Rhenguldet av Arthur Rackham från 1910.

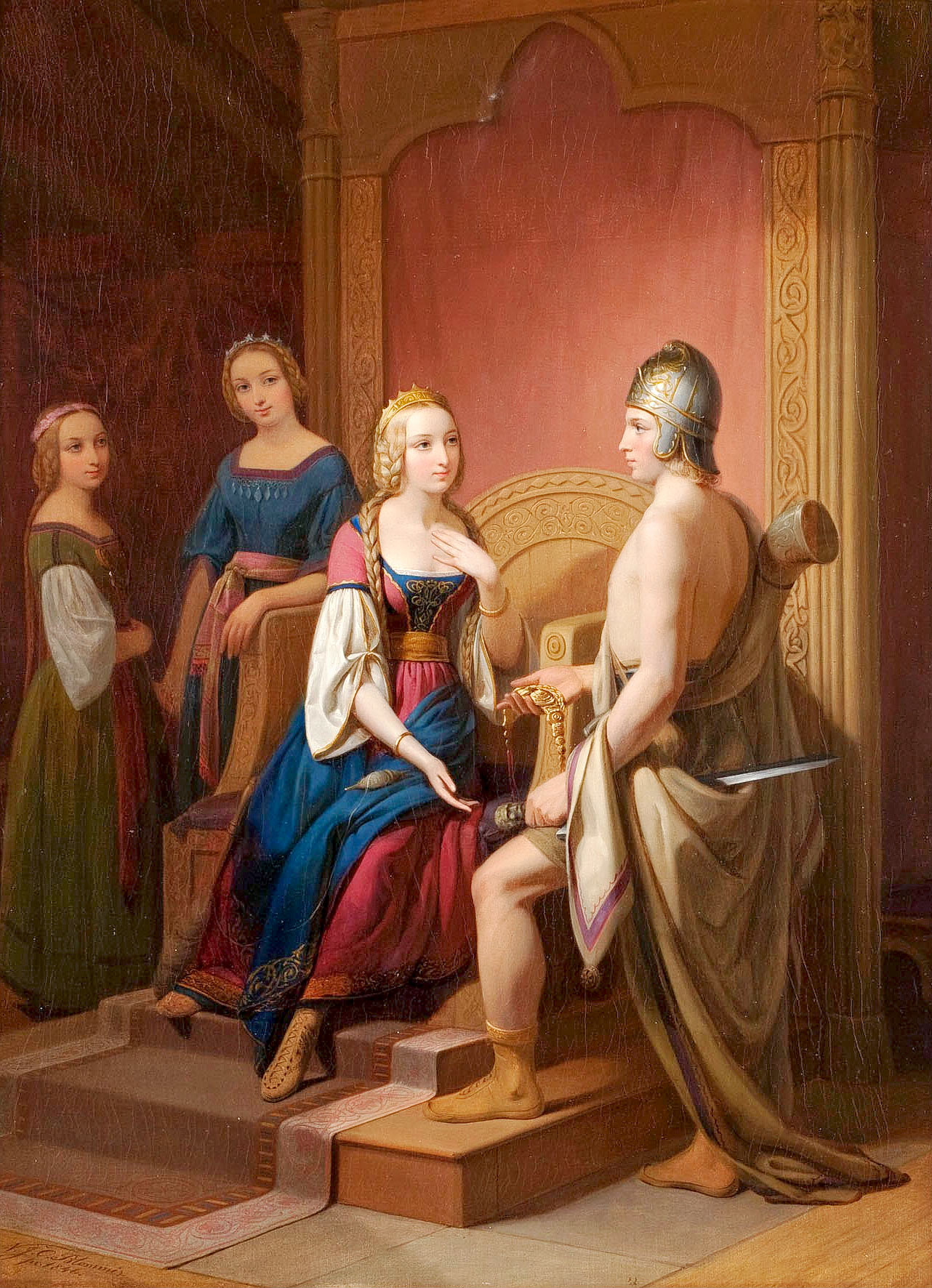
Heimdall överlämnar smycket Brisingamén till Freja. Målning av Nils Blommér från 1845.

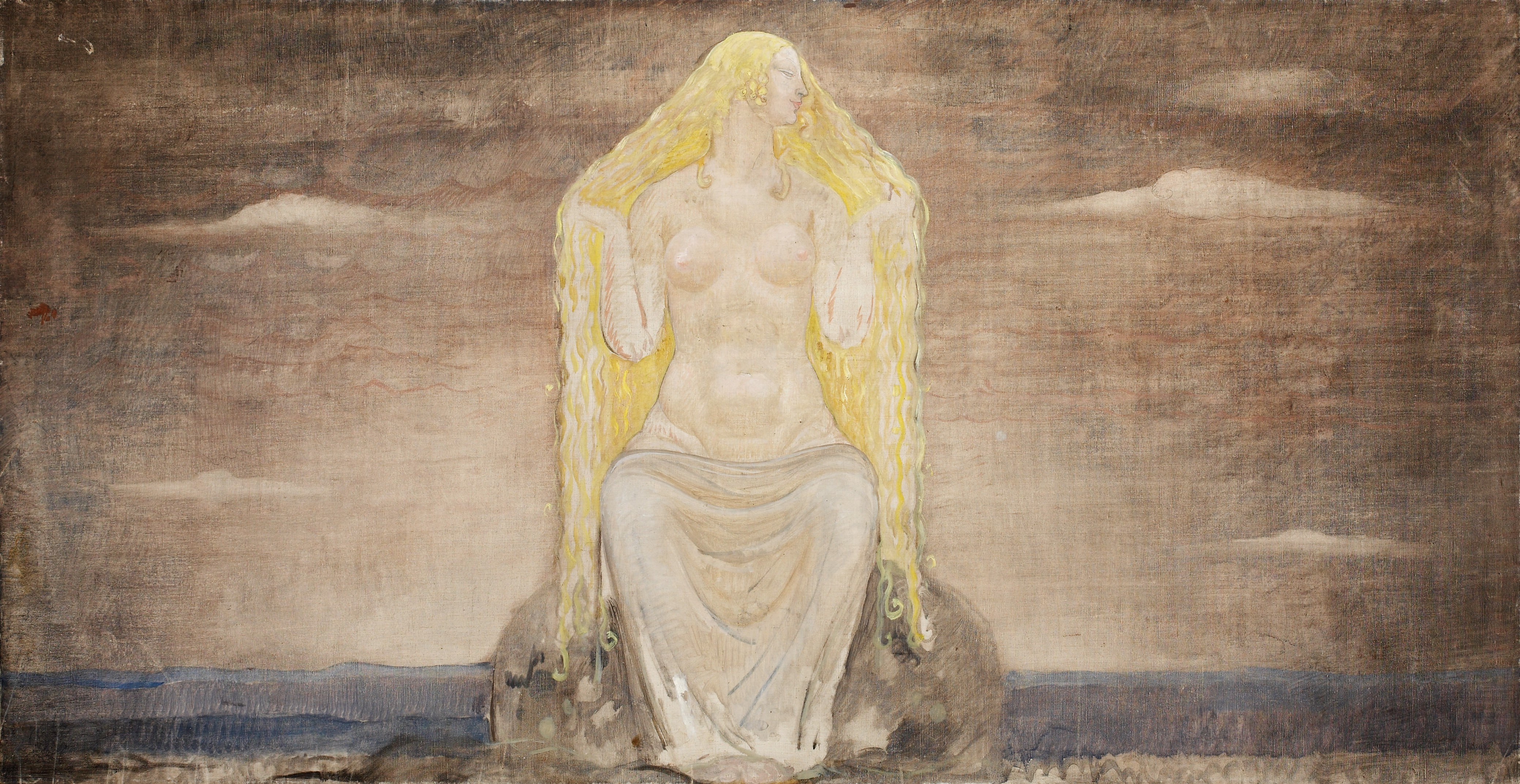
Freja. Målning av John Bauer.

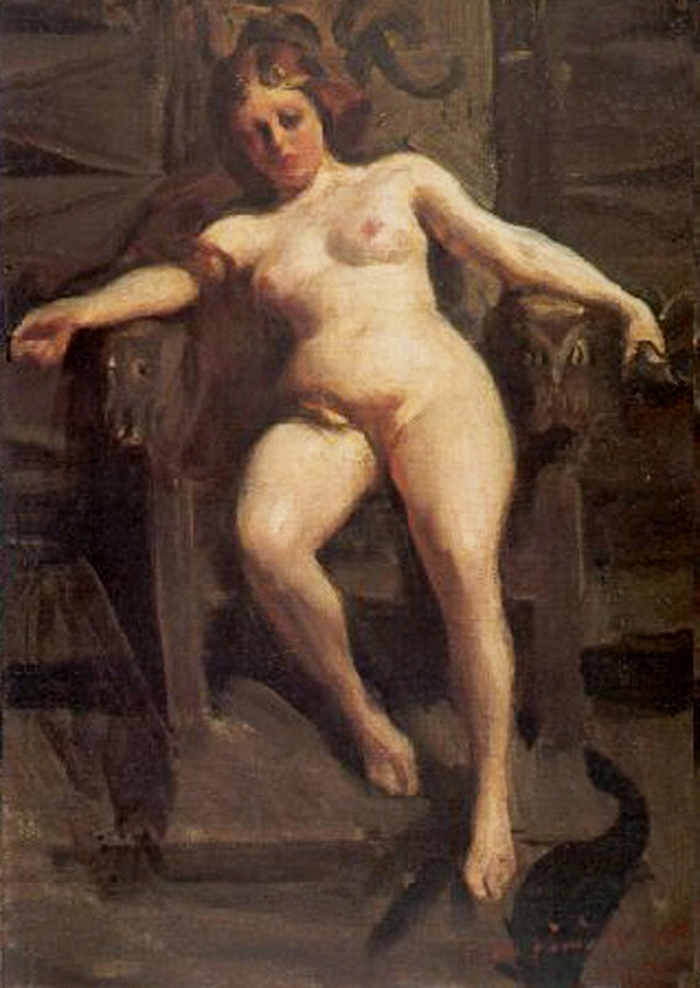
Freja. Målning av Anders Zorn, 1901.

Freja (eller Fröja; ibland även Freyja på isländska och fornnordiska; Fröa i Svenska dialekter och Froya på färöiska) är en framträdande gudinna i nordisk mytologi.  Frejas verksamhetsområden är kärlek, sexualitet, sejd, krig och död.  Hennes smycke Brisingamén är praktfullt. Förutom de katter som drar hennes vagn, kan hon ibland rida på galten Hildisvin, ”stridsgalten” (galten sågs som ett krigiskt djur under vikingatiden). Dessutom äger hon en falkhamn, som betyder att hon kan förvandlas till en fågel vid behov. Hennes make uppges vara en viss Od, som sannolikt är densamme som Oden.

## Mytologi
Freja tillhör gudasläktet vaner och kom som gisslan till asarna tillsammans med sin bror Frej och fader Njord. Hon är en självständig gudinna med egen mark och bostad. Folkvang, ”stridsängen”, heter den slätt där de fallna kämparna slåss. Hon delar nämligen de fallna krigarna med Oden.
Folkvang är det nionde:
där avgör Freja
vem som får sitta i salen.
Hälften av stridens
stupade väljer hon
medan Oden får den andra hälften.

Inom Folkvang ligger hennes hall, Sessrumnir ”som rymmer många säten”.
Freja är omnämnd i många myter, både i Den poetiska Eddan och Snorres Edda liksom de isländska sagorna och skaldediktningen. Hennes namn ingår i många skandinaviska ortnamn och hon verkar ha levt kvar in folktron. (se nedan)
Namnet betyder  ”härskarinnan” och har ytterst gett upphov till ordet ”fru”, en titel som endast drottningen bar förr. Bakom titeln döljer sig Frejas verkliga namn, vilket är okänt för oss.

## Freja i Den poetiska Eddan
I Völuspá omnämns hon som Ods mö, "Ods hustru" i samband med byggandet av Valhall. Jätten som byggde var utlovad att få henne, solen och månen som lön, men Tor dödade honom. 
I dikten Lokes träta anklagar den druckne Loke alla gudar och gudinnor. När Freja försöker att försvara Frigg, beskyller han henne för att ha legat med alla gudar och alfer. Freja ger svar på tal om Lokes svaga ställning bland gudarna. Loke svarade:
”Tig du Freja,
En trollkona är du
och full med allt som är ont.
Asarna såg dig bola
Med din egen bror,
Då släppte du, Freja, en fjärt.”
I dikten Trymskvädet saknar Tor en morgon sin hammare. Loke – för tillfället tjänstvillig – lånar Frejas falkhamn och flyger till jättevärlden för att kunskapa. Han finner att jätten Trym stulit den och får beskedet att den lämnas tillbaka i utbyte mot Freja. Tor och Loke går till gudinnan med beskedet att hon skall klä sig till brud och följa med dem till jättevärlden. Freja blir ursinnig, halsbandet Brisingamen brister, salen skakar och hon ropar: 
”Hur kunde du tro
att jag är så karltokig
Skulle jag som brud
resa till Jättelandet?”
Freja må vara kärleksgudinna, men hon bestämmer själv över sin sexualitet. Dilemmat löses av Heimdall, som föreslår att Tor skall klä ut sig till Freja. (Se i övrigt Trymskvädet.)
Oddruns klagan skildrar hur Oddrun hjälper till att förlösa sin vän Borgny med tvillingar. Borgny välsignar henne med orden:
”Må du beskyddas
av heliga makter
Frigg och Freja
och flera gudar
för att du botar mig från barnsnöd.”
I eddadikten Hyndluljóð, ”Hyndla eller den korta Völuspá”) har Freja huvudrollen när det gäller att hjälpa sin skyddsling Ottar i fråga om arv och ätt. Det är oklart om hon förvandlar honom till Hildisvin, hennes riddjur, men hon lyckas utvinna kunskap från den vresiga jättinnan som kommer Ottar till godo. Själv gläds Freja över de offer han gett henne:
”En ståtlig blotplats
han har byggt av stenar
som formats till glas
och färgats röd
av blod från utvald
offerboskap
Ottar har alltid
dyrkat asynjor.”

## Freja i Snorres Edda
I den del av Snorres Edda som kallas Gylfaginning berättas om guden Njords båda barn Frej och Freja: 
”Freja är den yppersta av gudinnor … när hon färdas sitter hon i vagn och åker efter två katter. Hon är närmast för människor att åkalla och av henne kommer hedersnamnet fruar, som man kallar höga kvinnor. Hon tycker mycket om kärlekssånger. Henne är det bra att åkalla i kärlek.” Längre fram sägs Freja vara den främsta i rang bland gudinnorna. Hon äger smycket Brisingamen och är gift med Óðr, som befinner sig på långa resor. De har två döttrar som heter Hnóss och Gersimi (båda namnen betyder ”ädelsten”). I sin sorg över Ods bortovaro gråter Freja tårar av rent guld.
Freja åtrås av jättarna, men trots alla försök blir hon aldrig bortrövad av dem enligt källorna. (Wagner skapade en egen version i sin operacykel Ringen).
I Skáldskaparmál förekommer den episod, när jätten Hrugnir tränger sig in i Asgård och blir mycket berusad. Han skryter om att han skall överta Asgård, döda alla gudar utom Freja och Siv, vilka han skulle ta med sig hem. Freja är den enda av gudarna som vågar servera honom öl. Till sist ropar de på Tor, som ögonblickligen kommer in i hallen med hammare beredd. Han är rasande över att jätten vågat sig in och de möts sedan i ett envig, som avgörs till Tors fördel. 

## Freja i Heimskringla
I Heimskringla (se Nordiska Kungasagor) skildras gudarna som människor (se euhemerism).
Freja tillhör vanernas släkte. Efter stilleståndet efter asarnas och vanernas krig blev Njord och Frej präster över offren i Uppsala. Även Freja tjänstgör som prästinna och sysslar också med sejd som hon lär ut asarna. Senare när de tre första kungarna i Uppsala har dött, tjänstgör Freja som offerprästinna och är mycket ryktbar. Från henne kommer hederstiteln husfreja som betecknar en kvinna som äger sin egendom.

## Freja i de isländska sagorna
I Egil Skallagrimsons saga skildras Egils sorg över sin drunknade son. Han stänger in sig på sin kammare och ämnar svälta sig till döds. Hans dotter Þorgerðr kommer resande dit och när hennes mor frågar om hon vill ha kvällsvard, svarar hon: ”Ingen kvällsvard har jag ätit och ingen vill jag äta förrän hos Freja. Något bättre råd än min faders känner jag inte. Jag vill inte överleva min fader och min broder.”
I Hálfs saga och Hálfsrekka berättas att kung Alrek hade två hustrur, Geirhild och Signy, men han kunde inte behålla båda. Han sade då att den som kunde brygga det bästa ölet skulle få vara hans drottning. Så for han bort i viking och förväntade sig gott öl när han kom hem. De båda kvinnorna bryggde ölet efter sitt bästa kunnande. Signy anropade Freja till hjälp, Geirhild bad till Hött (Hatt) . Bakom det namnet stod Oden själv i förklädnad. Han kom och spottade i hennes brygd och det blev det bästa ölet.
I Sörletåten, en kortsaga från 1300-talet som återfanns i Flateyjarbók, har gudarna förmänskligats, vilket sannolikt tyder på en kristen författare. Freja presenteras som Odens frilla. En dag gick hon förbi fyra dvärgar som smidde ett fantastisk vackert halsband. Freja tyckte mycket om smycket, dvärgarna som på den tiden var stora och kraftiga män, tyckte mycket om Freja. De gjorde upp att hon skulle ligga med dem en natt var. Freja gick med på det och när betalningen var gjord, tog hon smycket och gick hem till sig. Den allestädes närvarande Loke hade observerat hennes görande och rapporterade det till Oden. Oden befallde Loke att skaffa honom smycket. Loke ville inte göra det, eftersom det var omöjligt för en man att komma in till Freja utan hennes tillåtelse. Oden sa då att han inte fick komma tillbaka utan smycket. Loke pallrade i väg tjutande och fann mycket riktigt Frejas boning låst. Då förvandlade han sig till en fluga och hittade efter stort besvär ett litet kryphål vid gaveln och tog sig in. Han kunde notera att ingen annan än Freja var hemma och att dörren var låst.
Då förvandlade Loke sig till en loppa och hoppade upp på Frejas kind och bet henne i kinden. Hon hade halsbandet på sig men häktan var bakom hennes hals. När hon kände bettet vände hon sig i sömnen. Loke återtog sin rätta skepnad, öppnade häktan, tog halsbandet och försvann.
Följande morgon vaknade Freja och såg att dörren till hennes hus hade öppnats och att hennes halsband var borta. Hon räknade snart ut vem det var som tagit det, klädde på sig och gick till Oden och berättade vad som hade hänt och krävde tillbaka sitt halsband.
Oden sade, att hur hon än hade fått smycket, så skulle hon aldrig få tillbaka det. Men om hon kunde få två mäktiga kungar att slåss mot varandra och att de som dödades skulle genast bli levande och fortsätta att strida. Allt detta skulle pågå i evighet, till dess en högättad kristen man slog dem i strid och sände dem i döden, där de förblev. Freja godkände dessa villkor, tog smycket och gick.

## Freja i det kristnade Skandinavien
De fornnordiska gudarna demoniserades i och med Nordens kristnande. Deras tempel och bilder förstördes. Freja blev en måltavla för de kristna och jämfördes med en prostituerad. Hon hade representerat den ideala kvinnan, men nu var det den kyska jungfru Maria som skulle vara förebilden för sitt kön. Maria övertog många av Frejas funktioner som beskyddare av skörden och fiskelyckan, men inte sexualiteten.
Den fornnordiska dikten Trymskvädet överlevde i folkdiktningen i form av en ballad, där gudarna förvandlades till människor (euhemerism). I Danmark kallas balladen Thor af Havsgaard och i Sverige Torsvisan eller Hammarhämtningen. Freja har förvandlats till ”den väna Frojenborg”:
Det var den väna Frojenborg
hon tog så illa vid sig [av Tors uppmaning].
Det sprack av vart finger blodet ut
och rann i jorden ner
I folktron verkar Freja, eller Fröa som hon kallades i Sverige, ha levat kvar till en viss mån. I krissituationer kunde hon anropas i hemlighet. Kornblixtar ansågs vara utskickade av henne. Författaren Johan Alfred Göth mindes en episod från Småland 1880, när han vandrade omkring på fälten och kornblixtarna flammade till. Då sade Måns i Karyd: ”Nu är Fröa ute för att se om rågen är mogen”. Göth minns även ett annat omnämnande av Fröa ute på landet, när han var pojke och besökte gamla Stolt-Katrina. Kornblixten lyste då upp i natten och Göth var rädd för åskan. Men Katrina sade: ”Var inte rädd lilla barn, det är bara Fröa som är ute och gör eld med stål och flinta för att se om rågen är mogen. Hon är vänlig mot folk och hon gör det endast för att hjälpa. Hon är inte som Tor, han dräper både folk och fä när han lynnar”.
I Värend i Småland trodde man att Fröa kom i julnatten och skakade äppelträden för en god skörd. Därför skulle man lämna några äpplen till henne. Däremot fick man inte lämna plogar utomhus på vintern. Fröa satte sig på dem och gjorde dem odugliga.
Många nordiska växter bär namn av Freja, som Frejas tårar och Frejas hår (Polygala vulgaris), men dessa ersattes officiellt av jungfru Maria. Orions bälte kallades under förkristen tid för Frejas slända (Frejerock).
Många ortnamn vittnar om dyrkan av Freja. Det norska namnet Frøhov (Frøyjuhof) (”Frøyas hov”) och kanske det svenska Frövi (”Fröas vi”) hör hit liksom Friel och Fröal (Fröas al) betecknar hennes helgedomar.

## Spåren av Freja i arkeologin
Kvinnofigurer som återfanns i samband med arkeologiska utgrävningar kallades av tradition ”Freja”, trots att man ingenting visste om dess ursprung eller användning.  Däremot kan förekomsten av avbildningar av katter och andra symboler som anknyter till myterna om Freja, göra att ett samband kan anas. Kyrkmålningen i Schleswigs katedral av en naken kvinna ridande på en katt kan möjligen vara Freja, men som alltid måste man räkna med andra tolkningar.

## Teorier om gudinnan Freja
Många forskare har undersökt Frejas relation till andra gudinnor och mytiska väsen. Hon och Frigg tänks gå tillbaka på en urgermansk gudinna – den så kallade ”Friggs och Frejas ursprungshypotes.” Mot detta talar betydelsen av de båda gudinnornas namn: Freja betyder ”härskarinna” och Frigg ”den älskade”, men hypotesen lever vidare i forskningen. Båda gudinnornas egenskaper vävs ofta samman i myten.
I Völuspá omtalas en kvinna vid namn Gullveig eller Heid, som bränns tre gånger och återföds varje gång. Många forskare har uppfattat denna gestalt vara den trollkunniga Freja, vanagudinnan, som infiltrerar asarnas borg. Andra förklaringar har också framförts. Inte bara Gullveig utan Gefjon, Gerd och Skade har tolkats som hypostaser av Freja.
Frejas roll i gudaskaran påminner om Odens när det gäller mottagandet av de fallna kämparna. Man kan fråga sig varför nordborna tänkte sig två paradis för fallna i strid. Det kan ha att göra med deras initiation till krigare, som dock forskningen vet mycket litet om beträffande dess praktiska utförande men som antyds i mytiska berättelser. Även kvinnor som uppvisar mod tänks komma till Freja.
En äldre hypotes som omhuldades i början av 1900-talet menade att Frejas gestalt hade haft kontakt med den orientaliska gudinnan Kybele. Den yttre likheten skulle vara Frejas vagn dragen av katter som motsvarade Kybeles dragdjur lejonen, vilket kanske kan bero på inflytande från kontakterna med romarriket. Därmed upphör alla liknelser mellan de båda gudinnorna.

## Bilden av Freja i modern tid
Under barocken och rokokon i den nordiska diktningen blev Freja en nordisk motsvarighet till den romerska Venus, såväl i upphöjd trånad som i mera handfast erotik. Poeten Carl Mikael Bellman besjunger samtida prostituerade som ”Fröjas barn” och gudinnans namn antydde en fri och lössläppt erotik under 1700-talet. Följande århundrades romantiska syn betonade i stället hennes trånad i form av de tårar som hon ljöt för sin ständigt bortreste make Od.

## Binamn för Freja
- Ludgudha, Namnet användes i Närke.[20]
- Ludhkona, ("Den grönskande kvinnan") namnet på Freja i Tjust.[20]
- Gefn ("den givande, den som ger gåvor"). Ett återkommande namn hos de kontinentalgermanska stammarna i form av Gabiae "de givande".[21]
- Menglad (eller Menglöd; "den halssmyckesglada"). Har tolkats som ett namn på Freja som åtrådde och väntade på hjälten Svipdag. (Fjölsvinnsmál)
- Mardoll (eller Mardöll). Kan översättas: "den som glänser över havet" (mar). Föreställningen återfinns i Stella Maris, "havsstjärnan", ett annat namn på den egyptiska gudinnan Isis, och övertogs i kristen poesi av jungfru Maria. En annan tolkning menar att namnet syftar på Frejas halsband Brisingamen, "det flammandet smycket".[22]
- Skalf (eller Skalv) förekommer i dikten Ynglingatal som berättar att en kvinna hängde kung Agne i hans egen guldkedja. Hon beskrivs som loges dis vilket kan tolkas som äktenskapets gudinna, vilket skulle kunna vara Freja som också bar namnet Skalf.[23]
- Syr ("sugga" alternativt "beskyddare"). Den senare betydelsen passar bättre för en gudinna, men det kan också ha använts i negativ betydelse som "sugga", i samband med religionsskiftet.[22]
- Valfreja (De dödas härskarinna/De dödas Freja). Uttrycket kan också vara en kenning för Hel.
- Vanadis (vanagudinna/vanakvinna; se diser). Freja tillhörde vanernas gudasläkte.